# Shin-seikyoku Kondankai
Das Shin-seikyoku Kondankai (jap. 新政局懇談会; dt. „Beratungsgremium für eine neue politische Situation“), häufig auch „Ex-SPJ-Gruppe“ (旧社会党グループ, kyū-Shakaitō-group) genannt, war eine Faktion innerhalb der japanischen Demokratischen Fortschrittspartei, davor der Demokratischen Partei. Sie bestand überwiegend aus ehemaligen Sozialdemokraten bzw. Sozialisten um Takahiro Yokomichi und wurde deshalb auch als Yokomichi-Gruppe (横路グループ, Yokomichi gurūpu) bezeichnet. Wie die frühere Sozialistische Partei Japans standen ihre Mitglieder dem Gewerkschaftsverband Sōhyō (heute Teil von Rengō) nahe. 2005 hatte sie 19 Mitglieder, 2009 gehörten ihr 11 Shūgiin- und 21 Sangiin-Abgeordnete an. Yokomichi zog sich zur Shūgiin-Wahl 2017 aus der Politik zurück. Seitdem wird die Gruppe von Hirotaka Akamatsu angeführt.